# Black Rain (musikgrupp)
Black Rain (oftast skrivet BlackRain eller Blackrain) är ett franskt sleaze rock/glam metal-band, startat 2003 i Marignier.

## Medlemmar
Nuvarande medlemmar
- Swan (Mathieu Molliex) – gitarr, sång (2003– )
- Max2 (Axel Charpentier) – gitarr (2003– )
- Heinrich (Matthieu de la Roche) – basgitarr (2003– )
- Frank F (Frank Frusetta) – trummor (2010– )

Tidigare medlemmar
- Kenny Bigballs Snake (Sébastien Perrad) – trummor (2003–2007)
- Iann Lewis – trummor (2007–2010)

## Diskografi
Demo
- Twilight, Rain and Darkness (2003)

Studioalbum
- Black Rain (2006)
- License to Thrill (2008)
- Lethal Dose of ... (2011)
- It Begins  ... (2013)
- Released (2016)
- Dying Breed (2019)

EP
- Innocent Rosie (2008)